# Eliška Zbranková
Eliška Zbranková (* 7. února 1997 Kladno) je česká herečka, od roku 2020 členka souboru Národního divadla Brno.

## Životopis
Eliška Zbranková pochází z Kladna, kde také od dětství hrála ve Středočeském divadle Kladno. Ve dvanácti letech ztvárnila svou první filmovou roli v televizním snímku Nepolepšitelný a o pár let později roli Lucie v retro seriálu Vyprávěj. Od roku 2016 do roku 2020 studovala na DAMU - obor činoherní herectví. Za svou absolventskou roli Ljuby Raněvské v Čechovově Višňovém sadu, získala absolventskou cenu. Po dokončení školy, nastoupila rolí Niny Zarečné do angažmá v Národním divadle Brno.

## Filmografie

### Herecká filmografie
- 2009 Nepolepšitelný (Tereza Kotačková)
- 2011 Vyprávěj III. (Lucie Francová)
- 2018 Krejzovi
- 2018 Polda epizoda Šikana (studentka)
- 2019 Kukačka (Katka)